# 1122 (szám)
Az 1122 (római számmal: MCXXII) az 1121 és 1123 között található természetes szám.

## A szám a matematikában
A tízes számrendszerbeli 1122-es a kettes számrendszerben 10001100010, a nyolcas számrendszerben 2142, a tizenhatos számrendszerben 462 alakban írható fel.
Az 1122 páros szám, összetett szám. Kanonikus alakja 21 · 31 · 111 · 171, normálalakban az 1,122 · 103 szorzattal írható fel. Tizenhat osztója van a természetes számok halmazán, ezek növekvő sorrendben: 1, 2, 3, 6, 11, 17, 22, 33, 34, 51, 66, 102, 187, 374, 561 és 1122.
Téglalapszám (33·34).
Az 1122 két szám valódiosztó-összegeként áll elő, ezek a 750 és a 798.

## Csillagászat
- 1122 Neith kisbolygó